# رالف فاولر
السير رالف هاورد فاولر(بالإنجليزية: Sir Ralph Howard Fowler)‏ ، له رتبة الإمبراطورية البريطانية، وضمن الجمعية الملكية، ازداد في 17 يناير 1889، توفي في 28 يوليو 1944. فيزيائي وعالم فلك بريطاني.

## سيرة
درس في البداية فاولر في المنزل ولكن بعد ذلك بدأ دراسته الابتدائية في مدرسة هوريس في إيفانز هيل، ثم كلية وينشستر. حصل فاولر على منحة للدراسة بكلية الثالوث، كامبريدج ليدرس الرياضيات، أنهى الدراسة ضمن الأوائل من الفوج الثاني لترايبوس.
خلال الحرب العالمية الأولى، عُيِّن ضابطاً في المدفعية البحرية الملكية واصيب بجروح خطيرة في الكتف في غاليبولي. أعطت له هذه الإصابة فرصة لقاء   ارشيبالد هيل، الذي وجه مهارات فاولر إلى مجال الفيزياء. كان يعمل كبديل ل هيل في قسم إتش،إم،إس متفوق [الإنجليزية] ، وقدم مساهمة كبيرة في ديناميكية القذائف في حالة الدوران، والتي حصل على إثرها على وسام الإمبراطورية البريطانية في عام 1918 .
في عام 1919، عاد فاولر إلى كلية الثالوث، كامبريدج ثم عين محاضرا في الرياضيات في عام 1920. هناك كان يعمل في الديناميكا الحرارية والميكانيكا الإحصائية ، وضع منهج جديد للكيمياء الفيزيائية. مع آرثر ميلن، كتب ورقة بحث على الأطياف، درجات الحرارة والضغط الجوي. في عام 1925 انتخب زميلا في الجمعية الملكية. في عام 1926، عمل مع بول ديراك على الميكانيكا الإحصائية| والنجوم القزمة البيضاء. في عام 1928، نشر (مع لوثار نوردهايم) مقالا يشرح ظاهرة المجال الإلكتروني للانبعاثات. في عام 1932، تم تعيينه لرئاسة كرسي الفيزياء النظرية في مختبر كافنديش.
في عام 1939، عندما اندلعت الحرب العالمية الثانية ، استأنف عمله في مجمع الذخائر، لسوء حالته الصحية. اختير بعد ذلك ليصبح رجل الاتصال العلمي مع كندا والولايات المتحدة. كان يعرف الولايات المتحدة من قبل، حبث كان أستاذا زائرا في جامعة برنستون وجامعة ويسكونسن ماديسون. إثر عمله هذا، وُسم في 1942 (انظر لجنة MAUD). عاد إلى المملكة المتحدة في وقت لاحق خلال الحرب وعمل بمجمع الذخائر والأميرالية وبقي كذلك حتى أسابيع قليلة قبل وفاته في عام 1944.
شارك رالف هاورد فاولر في مؤتمر سولفاي الخامس للفيزياء سنة 1927
| المشاركون في مؤتمر سولفاي الخامس للفيزياء سنة 1927 انقر على وجه كل عالم للمزيد |
| الصف الخلفي (من اليسار إلى اليمين): أوغوست بيكارد، إيميل هنريوت، بول إهرنفست، إدوارد هرتزن، تيوفيل دو دوندر، إروين شرودنغر، يولس-إيميل فيرشافت، فولفغانغ باولي، فيرنر هايزنبيرغ، رالف فاولر، ليون برويون. |
| الصف في الوسط (من اليسار إلى اليمين):بيتر ديباي، مارتن كنودسن، وليم لورنس براغ، هندريك أنتوني كرامرز، بول ديراك، آرثر كومبتون، لويس دي بروي، ماكس بورن، نيلز بور.                                         |
| الصف الأمامي (من اليسار إلى اليمين):إرفينغ لانغموير، ماكس بلانك، ماري كوري، هندريك أنتون لورنتس، ألبرت أينشتاين، بول لانجفان، تشارلز أوجين غاي، تشارلز ويلسون، أوين ريتشاردسون.                           |

## روابط خارجية
- رالف فاولر على موقع الموسوعة البريطانية (الإنجليزية)